# Tropidonophis punctiventris
Tropidonophis punctiventris là một loài rắn trong họ Rắn nước. Loài này được Boettger mô tả khoa học đầu tiên năm 1895.